# V4743 Sagittarii
V4743 Sagittarii är en dubbelstjärna i den mellersta delen av stjärnbilden Skytten. Den har en lägsta skenbar magnitud av 16,8 och kräver ett kraftfullt teleskop för att kunna observeras. Baserat på parallax enligt observationer av infraröd strålning beräknas den befinna sig på ett avstånd på ca 25 000 ljusår (ca 8 000 parsek) från solen.

## Observation
Novautbrottet i V4743 Sagittarii upptäcktes av K. Haseda et al. i september 2002. Den nådde en topp på magnituden 5,0 den 20 september 2002, och minskade sedan snabbt därefter. Den nådde en topptemperatur på 740 000 K kring april 2003 och förblev på den nivån i minst fem månader, vilket tyder på att den vita dvärgkomponenten har en massa på 1,1–1,2 solmassa. Avståndet till stjärnan är osäkert. Observationer i infraröda bandet anger ett avstånd på cirka 21 000 ljusår (6,3 kpc). En härledning med maximal avklingningshastighet visade ett avstånd på 12 700 ± 1 000 ljusåer (3,9 ± 0,3 kpc).

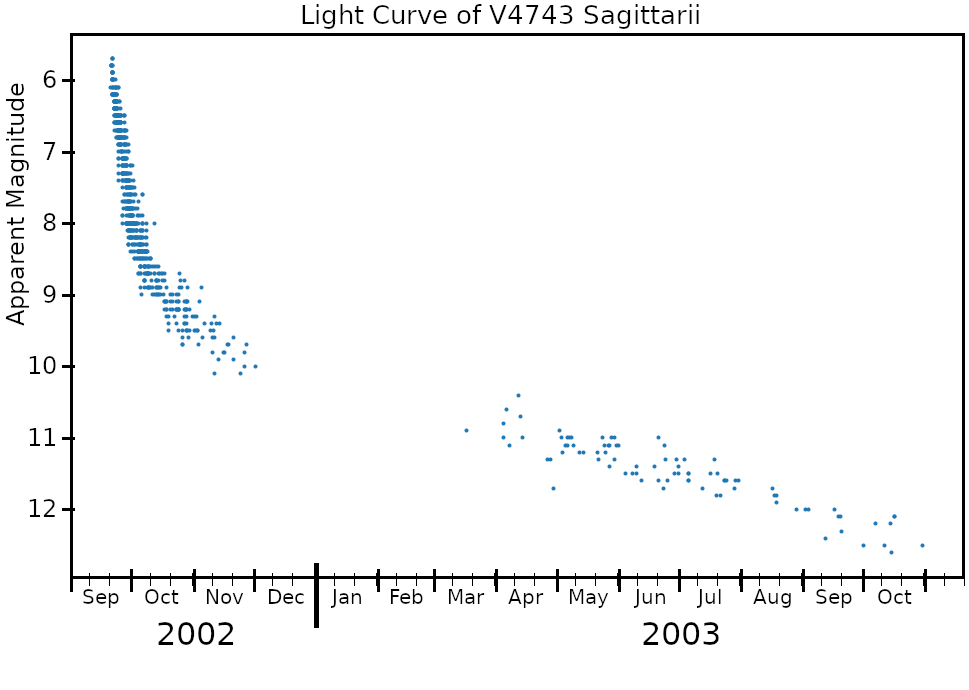
Ljuskurva för V4743 Sagittarii, plottade från AAVSO-data.

Observationer av novan av Chandra X-ray Observatory tagna 180 dygn efter händelsen visade en amplitudvariation med en period på cirka 22 minuter. Röntgeneffekten sjönk snabbt och ändrades från ett kontinuerligt spektrum till ett som visade emissionslinjer. Röntgenljuskurvor för stjärnan visar en periodisk signal med en frekvens på 0,75 MHz som antyder en snabbt roterande magnetisk vit dvärg i ett mellanliggande polärt system. År 2003 observerades en optisk variation på 6,74 ± 0,07 timmar, och den tolkades som omloppsperioden för det dubbelstjärnan. En föreslagen optisk förskjutning på ca 24 minuter har upptäckts mellan omlopps- och periodcyklerna.